# Jim Thompson (Autor)
James Myers „Jim“ Thompson (* 27. September 1906 in Anadarko, Oklahoma; † 7. April 1977 in Los Angeles) war ein US-amerikanischer Schriftsteller, der überwiegend Noir-Romane schrieb.

## Leben
Jim Thompson wurde als Sohn des Anwalts und Buchprüfers James Thompson geboren. Sein Vater war ein Spieler und Säufer, der wegen Veruntreuung angeklagt wurde, einer Bestrafung jedoch durch Flucht nach Mexiko entging. Jim Thompson war intelligent und belesen (er las u. a. Dostojewski) und veröffentlichte schon als Jugendlicher in verschiedenen Zeitungen kleinere humoristische Texte.
Während der Prohibition arbeitete er als Hotelpage in Texas. In dieser Zeit finanzierte sich Thompson mit Alkoholschmuggel – unter anderem für Al Capone – einen exzessiven Lebensstil. Er soll pro Woche bis zu 300 $ verdient haben.
Er war bereits im Alter von 19 Jahren Alkoholiker und erlitt zudem einen Nervenzusammenbruch. Später arbeitete Thompson auf texanischen Ölfeldern. In den 1930er Jahren machte er seinen Abschluss an der University of Nebraska und verdiente sich seinen Lebensunterhalt mit der Veröffentlichung von True-Crime-Stories. 1931 heiratete er und hatte zweifachen Nachwuchs.
Er war Kopf des „Oklahoma Federal Writers Project“, eines von mehreren Programmen, die durch den New Deal hervorgerufen wurden, um den Amerikanern durch die Große Depression zu helfen. 1935 wurde Jim Thompson Mitglied der Kommunistischen Partei der USA, aus der er drei Jahre später wieder austrat.
1940 zog Jim Thompson nach Kalifornien und versuchte in der Filmindustrie von Hollywood beruflich Fuß zu fassen, was ihm zunächst misslang. Seinen ersten Roman Jetzt und auf Erden veröffentlichte er 1942. Vier Jahre später folgte das Zweitwerk Fürchte den Donner. Nach einigen Jahren Flaute und diversen Alkoholkrisen schrieb Thompson von 1952 bis 1954 insgesamt zwölf Romane, die bis 1957 von Lions Books in New York verlegt wurden. Drei weitere Romanveröffentlichungen folgten bis 1961.
Auch wenn er mit einigen Romanen ein wenig Erfolg hatte, blieb er in der Literaturszene zeitlebens ein Geheimtipp. Die McCarthy-Ära wirkte nach. Sein Bekanntheitsgrad nahm erst nach seinem Tod zu, als einige seiner Romane mit Erfolg verfilmt wurden: Getaway (1972; Regie: Sam Peckinpah, mit Steve McQueen und Ali MacGraw in den Hauptrollen) sowie Pop. 1280 (1981 als Der Saustall; Regie: Bertrand Tavernier, Hauptrolle: Philippe Noiret).
Als Schauspieler ist Jim Thompson in einer kleinen Nebenrolle (als Richter Grayle) im Remake Fahr zur Hölle, Liebling (1975; Regie: Dick Richards, Hauptrolle: Robert Mitchum) zu sehen. Der Film basiert auf einem Klassiker der Noir-Romane von Raymond Chandler.
Mitte der 1950er Jahre arbeitete Jim Thompson als Drehbuchautor in Hollywood. Seine bekanntesten Arbeiten dieser Phase sind die Drehbücher für die Kubrick-Filme Die Rechnung ging nicht auf und Wege zum Ruhm. Verfilmt wurden außerdem seine Romane Ein Satansweib und Eine klasse Frau.
Anfang der 1960er Jahre erlitt Jim Thompson einen Schlaganfall. Bis 1973 schrieb er noch neun Romane. Verarmt und verbittert starb Jim Thompson am 7. April 1977 in Hollywood. Nach weiteren Schlaganfällen, begründet vor allem durch seinen starken Alkoholismus, verweigerte er einige Zeit vor seinem Tod die Nahrungsaufnahme und verhungerte schließlich.
Aufgrund seiner zeitweiligen Mitgliedschaft in der Kommunistischen Partei der USA war er in der McCarthy-Ära auf die schwarze Liste gesetzt worden.
In seinen Kriminalromanen zeigt Thompson auf, dass Gewalt, Habgier und Korruption im amerikanischen Alltag selbstverständlich sind.
Zu seinen Lesern zählten unter anderem Matthias Beltz, Stephen King (siehe: Zitate) und Bruce Springsteen.

## Werke

### Romane
- 1942 Now and on Earth
  - Jetzt und auf Erden (dt. von Peter Torberg), Heyne, München 2011, ISBN 978-3-453-67610-7
- 1946 Heed the Thunder
  - Fürchte den Donner (dt. von Franz Dobler), Heyne, München 2015, ISBN 978-3-453-43787-6
- 1949 Nothing More Than Murder
  - Nichts als Mord (dt. von Olaf Kraemer), Ullstein, Frankfurt am Main / Berlin 1989, ISBN 3-548-10568-8.
  - Neuübersetzung: Es war bloß Mord (dt. von Thomas Stegers), Diogenes, Zürich 1995, ISBN 3-257-22841-4
- 1952 The Killer Inside Me
  - Liebling, warum bist du so kalt? (dt. von Klaus von Schwarze), Heyne, München 1970
  - Neuübersetzung: Der Mörder in mir (dt. von Ute Tanner), Ullstein, Frankfurt am Main/Berlin/Wien 1982, ISBN 3-548-10170-4
  - erste vollständige Übersetzung: Der Mörder in mir (dt. von Ute Tanner und Ulrike Wasel), Diogenes, Zürich 1992, ISBN 3-257-22508-3
- 1952 Cropper's Cabin
  - Liebe ist kein Alibi (dt. von Werner Gronwald), Heyne, München 1972
- 1953 Recoil
  - Rückschlag (dt. von Christoph Hahn), Ullstein, Frankfurt am Main / Berlin 1988, ISBN 3-548-10556-4
  - Neuübersetzung: Revanche (dt. von André Simonoviescz), Diogenes, Zürich 1994, ISBN 3-257-22764-7
- 1953 The Alcoholics
- 1953 Savage Night
  - In die finstere Nacht (dt. von Gunter Blank), Heyne, München 2012, ISBN 978-3-453-67611-4
- 1953 The Criminal
  - Der Verbrecher (dt. von Olaf Kraemer), Ullstein, Frankfurt am Main / Berlin 1990, ISBN 3-548-10656-0
- 1954 The Golden Gizmo
- 1954 Roughneck
- 1954 A Swell-Looking Babe
  - Ein süßes Kind (dt. von Jürgen Behrens), Ullstein, Frankfurt am Main / Berlin 1986, ISBN 3-548-10352-9
  - Neuübersetzung: Eine klasse Frau (dt. von André Simonoviescz), Diogenes, Zürich 1994, ISBN 3-257-22719-1
- 1954 A Hell Of A Woman
  - Höllenweib (dt. von Jürgen Behrens), Ullstein, Frankfurt am Main / Berlin 1988, ISBN 3-548-10506-8
  - Neuübersetzung: Ein Satansweib (dt. von André Simonoviescz), Diogenes, Zürich 1996, ISBN 3-257-22891-0
- 1954 The Nothing Man
  - Der Garnix-Mann (dt. von Olaf Kraemer), Ullstein, Frankfurt am Main / Berlin 1989, ISBN 3-548-10601-3
  - Neuübersetzung: Kein ganzer Mann (dt. von Thomas Stegers), Diogenes, Zürich 1996, ISBN 3-257-22889-9
- 1955 After Dark, My Sweet...
  - Nach Einbruch der Dunkelheit – hasse mich, Liebling, damit du mich töten kannst! (dt. von Klaus E. R. von Schwartze), Ullstein, Frankfurt am Main / Berlin / Wien 1984, ISBN 3-548-10266-2
  - Neuübersetzung: After Dark, My Sweet (dt. von André Simonoviescz), Diogenes, Zürich 1993, ISBN 3-257-22611-X
- 1957 The Kill-Off
  - Das Abtöten (dt. von Jürgen Behrens), Ullstein, Frankfurt am Main / Berlin 1988, ISBN 3-548-10549-1
  - Neuübersetzung: Kill-Off (dt. von André Simonoviescz), Diogenes, Zürich 1995, ISBN 3-257-22766-3
- 1957 Wild Town
  - Gefährliche Stadt (dt. von Ute Tanner), Ullstein, Frankfurt am Main / Berlin / Wien 1984, ISBN 3-548-10241-7
  - erste vollständige Übersetzung: Gefährliche Stadt (dt. von Ute Tanner und Werner Rehbein), Diogenes, Zürich 1992, ISBN 3-257-22510-5
- 1959 The Getaway
  - Getaway – deine Chance ist der Tod (dt. von Günter Panske), Bertelsmann, München / Gütersloh / Wien 1973, ISBN 3-570-06432-8
  - erste vollständige Übersetzung: Getaway (dt. von Günter Panske und Klaus Timmermann), Diogenes, Zürich 1991, ISBN 3-257-22509-1
- 1961 The Transgressors
  - Die Verdammten (dt. von Simone Salitter), Heyne, München 2015, ISBN 978-3-453-43789-0
- 1963 The Grifters
  - Die Abzocker (dt. von Jürgen Behrens), Ullstein, Frankfurt am Main / Berlin 1983, ISBN 3-548-10459-2
  - auch: Grifters (gleiche Übersetzung), Ullstein, Frankfurt am Main / Berlin 1991, ISBN 3-548-22699-X
  - Neuübersetzung: Muttersöhnchen (dt. von André Simonoviescz), Diogenes, Zürich 1995, ISBN 3-257-22765-5
- 1964 Pop. 1280
  - 1280 schwarze Seelen (dt. von E. R. von Schwartze), Ullstein, Frankfurt am Main/Berlin/Wien 1983, ISBN 3-548-10201-8
  - erste vollständige Übersetzung: Zwölfhundertachtzig schwarze Seelen (von E. R. von Schwartze und André Simonoviescz), Diogenes, Zürich 1992, ISBN 3-257-22566-0
- 1965: Texas By The Tail
  - Kalte Füße auf heißem Boden (dt. von Klaus E. R. von Schwartze), König, München 1973, ISBN 3-8082-0028-6
  - auch: Texas an der Kehle (gleiche Übersetzung), Ullstein, Frankfurt am Main/Berlin 1988, ISBN 3-548-10532-7
- 1967 South of Heaven
  - Südlich vom Himmel (dt. von Peter Torberg), Heyne, München 2015, ISBN 978-3-453-43788-3
- 1967 Ironside
  - Der Chef – Ironside jagt den Killer (dt. von Rüdiger Ruprecht), F. Schneider, München/Wien 1970.
- 1969 The Undefeated
- 1970 Nothing But a Man
- 1972 Child of Rage
  - Blind vor Wut (dt. von Peter Torberg), Heyne, München 2012, ISBN 978-3-453-67606-0
- 1973 King Blood
  - Kings Blut (dt. von Olaf Kraemer), Ullstein, Frankfurt am Main/Berlin 1991, ISBN 3-548-10679-X
  - Neuübersetzung: Der King-Clan (dt. von Michael K. Georgi), Diogenes, Zürich 1996, ISBN 3-257-22890-2

### Autobiographie
- 1953 Bad Boy
  - Bad Boy – eine amerikanische Jugend (dt. von Jürgen Behrens), Ullstein, Frankfurt am Main/Berlin 1983, ISBN 3-548-36539-6

## Adaptionen für Bühne, Film und Hörspiel
Literarische Vorlage
- 1972: Getaway
- 1976: Der Mörder in mir (The Killer Inside Me) – Regie: Burt Kennedy
- 1979: Série noire – Regie: Alain Corneau – nach dem Roman A Hell of a Woman
- 1981: Der Saustall – nach dem Roman Pop. 1280
- 1989: Einsamkeit und Mord (The Kill-Off) – Regie: Maggie Greenwald
- 1990: After Dark, My Sweet – Regie: James Foley
- 1990: Grifters – Regie: Stephen Frears
- 1991: Gefährlicher Engel (Sweet poison) – Regie: Brian Grant
- 1994: Getaway – Regie: Roger Donaldson
- 1995: Hörspiel Der Verbrecher (The Criminal). Bearbeitung und Regie: Annette Jainski, Produktion WDR, Länge 53'19.
- 1996: Ein Schlag ins Gesicht (Hit Me) – Regie: Steven Shainberg – Verfilmung von A Swell-Looking Babe
- 1997: Ohne Gewissen (This World, Then the Fireworks) – Regie: Michael Oblowitz – Verfilmung einer Kurzgeschichte
- 1998: Das Ende des Sommers (Summer’s end) – Regie: Helen Shaver
- 2009: The Killer Inside Me – Regie: Michael Winterbottom

Drehbuch
- 1957: Wege zum Ruhm
- 1956: Die Rechnung ging nicht auf (The Killing)

## Zitate über Jim Thompson
- Stephen King: „Einer meiner Lieblingsautoren – oft kopiert, nie erreicht – ist Jim Thompson.“[4]

## Belege
1. ↑  Autobiographie Bad Boy
2. ↑  Matthias Beltz: Böse : Gesammelte Untertreibungen. Frankfurt 2004, S. 797
3. ↑  Bruce Springsteen: By the Book. In: The New York Times. 30. Oktober 2014, ISSN 0362-4331 (nytimes.com [abgerufen am 31. Dezember 2018]).
4. ↑  Stephen King: Big Jim Thompson: An Appreciation. In: Jim Thompson: Now And On Earth. Vintage Crime/Black Lizard, New York 1994, ISBN 0-679-74013-9, Vorwort S. VII-X

| Personendaten    | Personendaten                    |
| ---------------- | -------------------------------- |
| NAME             | Thompson, Jim                    |
| ALTERNATIVNAMEN  | Thompson, James Myers            |
| KURZBESCHREIBUNG | US-amerikanischer Schriftsteller |
| GEBURTSDATUM     | 27. September 1906               |
| GEBURTSORT       | Anadarko, Oklahoma               |
| STERBEDATUM      | 7. April 1977                    |
| STERBEORT        | Los Angeles                      |